# Chronique de la croisade des albigeois
Trois textes médiévaux retracent la chronique de la croisade des albigeois, au début du XIIIe siècle :
- la Chanson de la croisade albigeoise ou Canso de la Crosada ;
- l’Histoire albigeoise de Pierre des Vaux de Cernay ;
- la Chronique de Guillaume de Puylaurens[1].

## Chanson de la croisade albigeoiseouCanso de la Crosada
Chanson de geste de 9 578 vers composée en occitan. La première partie de 130 laisses  est l'œuvre de Guillaume de Tudèle, troubadour navarrais. Installé à Montauban, il commence son récit en 1210 et le complète au fil des évènements. Bien renseigné, il est proche de Baudouin de Toulouse et favorable aux croisés. Il cesse d'écrire en 1214. 
Son continuateur est resté anonyme. Il est au contraire adversaire des croisés. Il retrace les grands épisodes de 1213 à 1218. Son style éloquent et passionné est d'une qualité poétique incontestée.

## Histoire albigeoise dePierre des Vaux de Cernay
La chronique est écrite en latin. Pierre, qui a participé à la quatrième croisade (1202-1204), rejoint son oncle Guy des Vaux-de-Cernay devenu évêque de Carcassonne en 1212. Il assiste au parlement de Pamiers et au concile de Lavaur, mais n'est pas témoin de la bataille de Muret. Il rejoint Simon IV de Montfort en avril 1214 et suit l'armée des croisés. On perd sa trace après 1218. Il est considéré comme l'hagiographe officiel de la croisade. 

## Chronique de Guillaume de Puylaurens
Né vers 1200, Guillaume est au service de l'évêque de Toulouse Foulques en 1228. Il reçoit la cure de Puylaurens. Il s'est certainement inspiré de Pierre des Vaux-de-Cernay, qu'il complète par ses propres souvenirs de jeunesse et la consultation des obituaires et des textes officiels. Son ton est plus modéré que celui de son prédécesseur. Par ses qualités historiques, la chronique de Guillaume de Puylaurens est un texte essentiel non seulement de l’histoire « albigeoise » ou française, mais aussi de l’histoire européenne. Traduit, présenté et annoté par Jean DUVERNOY. Toulouse, Le Pérégrinateur éditeur.